# كاميل بنيامين
كاميل بنيامين (بالإنجليزية: Camille Benjamin)‏ مواليد 22 يونيو 1966 في كليفلاند، هي لاعبة كرة مضرب أمريكية سابقة وكانت تلعب باليد اليسرى. أعلى تصنيف لها في الفردي كان المركز الـ 27 في سنة 1984.

## روابط خارجية
- كاميل بنيامين على موقع رابطة محترفات التنس (الإنجليزية)
- كاميل بنيامين على موقع الاتحاد الدولي لكرة المضرب (الإنجليزية)
- كاميل بنيامين على موقع خلاصة التنس.كوم (الإنجليزية)